# Західні Карпати

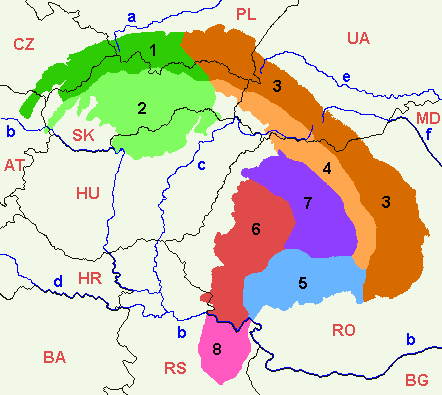
1. Зовнішні Західні Карпати
2. Внутрішні Західні Карпати
3. Зовнішні Східні Карпати
4. Внутрішні Східні Карпати
5. Трансильванські Альпи (Південні Карпати)
6. Західні Румунські Карпати
7. Трансильванське плато
8. Сербські Карпати

За́хідні Карпа́ти — частина Карпатських гірських споруд (фізико-географічна провінція Карпат), які займають простір від правобережжя Дунаю в Австрії до Тилицького перевалу на кордоні Словаччини і Польщі. У північному напрямку від перевалу межу проводять вздовж річок Кам'яниця та Дунаєць — правої притоки Вісли (інший варіант по річці Біла — права притока Вісли). У Словаччині від перевалу межа проходить вздовж річок Топля та Ондава, що належать до басейну Тиси. Понад 30 гірських вершин Західних Карпат (масив Високі Татри) у їх межах підносяться понад 2 500 м над рівнем моря. Довжина бл. 400 км, ширина понад 200 км, площа становить близько 70 000 км2. Поділяються на дві основні частини (підпровінції) — Зовнішні Західні Карпати (північна частина) та Внутрішні Західні Карпати (південна частина). Гори складаються з багатьох хребтів та ізольованих масивів, що мають загальний напрямок з південного заходу на північний схід.

## Опис
Більша частина периметру Західних Карпат досить різко обмежена долинами. На північному заході вони відокремлені від Чеського масиву Передкарпатською низовиною та Малопольською височиною, Моравською брамою відокремлена від Судет. На півдні обмежені Паннонською рівниною. Межа між Західними Карпатами та Східними Альпами утворена Віденським басейном.
Починаються Західні Карпати на межі з Альпами на правобережжі Дунаю. Тут західніше австрійського міста Гайнбург на Дунаї розташована група пагорбів абсолютною висотою до 480 м, які називають Гайнбурзькими Карпатами. Вони є західним продовженням Малих Карпат у Словаччині (г. Висока — 768 м), які належать до підпровінції Внутрішніх Західних Карпат.
У тектонічному відношенні гірські масиви Внутрішніх Західних Карпат є складчастою структурою, яка сформувалася в епохи активізації горотворчих процесів у палеозойську та мезозойську ери, а потім зазнали омолодження в результаті альпійського горотворення. Складені вони в основному кристалічними породами ядра (гранітами, гнейсами), частково метаморфізованими мезозойськими осадовими покривами (вапняками, пісковиками, конгломератами).
У межах підпровінції виділяють Фатра-Татранський край, який включає і Малі Карпати, Малу і Велику Фатру, Татри та Низькі Татри. Саме у Татрах, які поділяють на Західні, Високі та Белянські, є 30 вершин з абсолютними висотами понад 2 500 м. Усі ці вершини знаходяться у межах Високих Татр у Словаччині, де розміщена основна частина Татр (610 км2). Тут в межах Словаччини і височіє Герлаховський пік  — 2 654 м — найвища точка усієї Карпатської гірської країни. Ще 176 км2 площі гірських споруд цього району Карпат є у межах Польщі. Саме у Високих Татрах, поблизу  знаменитого польського курортного міста Закопане, знаходиться найвища вершина Польщі — гора Риси (1499 м).
До підпровінції Внутрішніх Західних Карпат також належать Словацьке Середнє нагір'я, Словацькі Рудні гори, Лученсько-Кошицька западина та Матрансько-Сланські гори в Угорщині.
Білі Карпати (найвища точка 970 м), які простягаються вздовж кордону Чехії і Словаччини належать до геоморфологічної області Словацько-Моравських Карпат, яка є західною частиною підпровінції Зовнішніх Західних Карпат. Верхня течія Одри відділяє Зовнішні Західні Карпати на території Чехії від Судетів. Гірські хребти Зовнішніх Західних Карпат сформовані товщами піщано-глинистого флішу, оскільки у тектонічному відношенні вони сформовані покривами Зовнішніх (Флішових) Карпат. Розділяє їх із Внутрішніми Карпатами зона Пенінських стрімчаків, що простягаються у Внутрішніх (Центральних) Карпатах вздовж їхньої межі із Зовнішніми (Флішовими) Карпатами.
Одним із найдовших і найвищих гірських масивів Зовнішніх Західних Карпат є Бескиди, які тягнуться по обидва боки від кордону Словаччини та Чехії, а східніше — Словаччини та Польщі. Їх поділяють на Західні, Середні та Східні. Найвища вершина підпровінції Зовнішніх Західних Карпат знаходиться у Середніх Бескидах (г. Баб'я — 1725 м).
На нижніх частинах схилів Західних Карпат — широколистяні та змішані ліси (переважно дубові і букові), на північних схилах і в середньогірній зоні Західних Карпат — змішані і хвойні, у високогір'ях — альпійські луки.
У заповідниках зберігаються лісова флора і фауна (трапляється ведмідь, благородний олень, сарна європейська, кабан дикий, вовк, рись та інші); найбільший із них — Татранський народний парк.

## Геологія
Західні Карпати є частиною північного відгалуження альпійського орогенезу, що утворилася через закриття океану Тетіс мільйони років тому.
Західні Карпати є частиною Середземноморського геосинклінального поясу. На заході вони поздовжньо приєднуються до Альп, але точна межа прихована під неогеновими осадовими відкладами Віденського басейну. Північно-західна межа із Чеським масивом добре позначена покривом тектонічного поясу Карпатського флішу. Південна межа менш чітка, оскільки пізніша після орогенна еволюція спричинила утворення басейнів, що проникають у гірське пасмо нерівномірно.
Західні Карпати мають складну геологію, що формується ще з палеозою. Найдавніші палеозойські породи пережили першу стадію деформації під час герцинського орогенезу, але найзначніший вплив на формування гір мав альпійський орогенез. Альпійський етап горотворення вплинув на терен Західних Карпат у декілька етапів — від юрського періоду до неогену. У цей період океанічна кора океану Тетіс зазнала субдукції під Африканську плиту.